# Myrmarachne andrewi
Myrmarachne andrewi là một loài nhện trong họ Salticidae.
Loài này thuộc chi Myrmarachne. Myrmarachne andrewi được Fred R. Wanless miêu tả năm 1978.